# Читам свој живот
Читам свој живот (рус. Читая жизнь свою....) су мемоари руске балерине Маје Плисецке (рус. Плисецкая Майя Михайловна) (1925-2015) објављени 2010.године.
Српско издање књиге Читам свој живот објавила је издавачка кућа "Паидеиа" из Београда 2015. године у преводу Загорке Зечевић.

## О аутору
Маја Плисецка је рођена у Москви 25. новембра 1925. године. Потиче из старе руске балетске породице јеврејског порекла. Са осамнаест година постала је чланица Бољшог театра. Била је у браку са композитором Родион Шчедрином. Умрла је у Минхену 2. маја 2015. године.

## О књизи
Књига Читам свој живот представља обједињене мемоаре Ја, Маја Плисецка (рус. Я, Майя Плисецкая) (1994) и Тринаест година касније (рус. Тринадцать лет спустя: Сердитые заметки в тринадцати главах) (2007).
У својим мемоарима Маја Плисецка је написала:
| „ | Шта сам извукла из свега оног што сам проживела, какву филозофију? Најједноставнију. Једноставну – као чаша воде. Као један удисај. Људи се не деле на класе, расе, државне системе. Људи се деле на добре и лоше. На веома добре и веома лоше. Једино тако. Крвожедни револуционари, који су се помамно заклињали да ће лоше људе, напокон, заменити добри – лагали су и торокали. Увек је лошијих било више, много више. Добри људи су увек изузетак, добри су дар Неба. | ” |